# Economía de Palaos
La economía de Palaos consiste principalmente en la agricultura y la pesca. El gobierno es el principal empleador de la fuerza laboral y depende en gran medida de la asistencia financiera de los Estados Unidos. La población disfruta de un ingreso per cápita de más del doble que el de Filipinas y gran parte de Micronesia. Las perspectivas a largo plazo para el sector turístico se han visto reforzadas en gran medida por la expansión de los viajes aéreos en el Pacífico y la creciente prosperidad de los principales países de Asia oriental.
El PIB per cápita de Palaos de $ 8900 lo convierte en uno de los estados insulares del Pacífico más ricos. El PIB nominal aumentó en un promedio anual de casi el 14% de 1983 a 1990 y en una tasa anual de más del 10% de 1991 a 1997. El crecimiento se volvió marcadamente negativo en 1998 y 1999 como resultado de la crisis financiera asiática de 1997.

## Industrias
El turismo es la principal industria de Palaos. La actividad se centra en el buceo y el snorkel en el rico entorno marino de las islas, incluidas las Islas Jardín Flotante al oeste de Koror. El número de visitantes, el 85% de los cuales provienen de Japón, Taiwán y Estados Unidos, Alcanzó casi los 67 000 en 1997, más del cuádruple del nivel de una década antes. El turismo generó 67 millones de dólares en divisas para Palaos en 1996 (que son 1000 dólares por persona), lo que representa aproximadamente la mitad del PIB. Las llegadas de países asiáticos disminuyeron en 1998 y 1999 debido a la recesión económica regional y la depreciación de muchas monedas asiáticas frente al dólar, lo que encareció los precios denominados en dólares de Palaos.
El sector de servicios domina la economía de Palaos, aporta más del 80% del PIB y emplea a las tres cuartas partes de la población activa. El gobierno por sí solo emplea a casi el 30% de los trabajadores. Una de las principales responsabilidades del gobierno es administrar la asistencia externa. Según los términos del Pacto de Libre Asociación con los Estados Unidos, Palaos recibirá más de $ 450 millones en asistencia durante 15 años, $ 30 millones por año, y es elegible para participar en más de cuarenta programas federales. La primera subvención de $ 142 millones se realizó en 1994. Se realizarán pagos anuales adicionales en cantidades menores hasta 2009. Las subvenciones estadounidenses en 1999 totalizaron $ 24 millones.
La construcción es la actividad industrial más importante y aporta más del 9% del PIB. Varios grandes proyectos de infraestructura, incluida la reconstrucción del puente que conecta las islas Koror y Babeldaob después de su colapso en 1996 y la construcción de una carretera alrededor del borde de Babeldaob, impulsaron la actividad a fines de la década de 1990.
La agricultura se realiza principalmente a nivel de subsistencia, siendo los principales cultivos el coco, los tubérculos y el banano. La pesca es una fuente potencial de ingresos, pero la producción de atún de las islas se redujo en más de un tercio durante la década de 1990. 
No hay leyes de patentes en Palaos.

## Desafíos económicos
El principal desafío económico al que se enfrenta Palaos es garantizar la viabilidad a largo plazo de su economía reduciendo su dependencia de la ayuda exterior. Palaos ha creado un fondo fiduciario que se utilizará después del cese de las subvenciones del Compact, cuyo valor había aumentado a 140 millones de dólares a principios de 2009. Además, a finales de la década de 1990, Palaos se vio afectada por la crisis financiera asiática de 1997, y su economía sufrió. 

## Desafíos turísticos
Con el fin de abordar el turismo de masas, el Palaos Legacy Project, un organismo de turismo sostenible, creó una política de visados para la isla de Palaos para proteger a la nación del daño ambiental. El "Palaos Pledge" fue la campaña más premiada de 2018 según el índice WARC Creative 100.